# Дейдра Макклоскі
Дейдра Хеннесі Макклоскі (англ. Deirdre Nansen McCloskey, 11 вересня 1942 Анн-Арбор, Мічиган, США) — це американська філософка, логік та економіст, відома своїми роботами в галузі семантики та філософії мови.

## Біографія
Макклоскі відома своїм внеском у теорію референції, де вона пропонує альтернативну теорію референції на основі «контекстуальної залежності». Вона також зробила вагомий внесок у філософію мови, де її роботи сконцентровані на проблемах семантики, прагматики та теорії релевантності.
Макклоскі народилася Дональдом Макклоскі й жила чоловіком до 53 років. Однак, 1995 року вона ухвалила рішення змінити стать, що було описано у New York Times.
Незважаючи на такий сміливий крок, Макклоскі продовжила активно працювати та займатися науковою діяльністю. Її досягнення у галузі семантики та філософії мови були високо оцінені, і вона отримала Національну медаль гуманітарних наук від президента США Білла Клінтона у 1999 році. Її роботи є важливим джерелом для дослідників, які займаються вивченням мови та семантики, та досі залишаються актуальними. Макклоскі продовжує активно працювати у цих галузях, розширюючи знання про мову та допомагаючи в зрозумінні важливості мовного виразу в нашому світі.
Після закінчення навчання Макклоскі працювала в кількох університетах США, включаючи Єльський університет, Каліфорнійський університет в Берклі та Чиказький університет. Вона також була професором філософії в університеті Рутгерса в Нью-Джерсі з 1987 по 2010 рік, коли стала професором емеритусом.
Макклоскі є автором багатьох впливових книг та статей з економіки, філософії серед яких:
- Економічне письмо, третє видання: Тридцять п'ять правил чіткої та переконливої прози (англ. "Economical Writing, Third Edition: Thirty-Five Rules for Clear and Persuasive Prose") ISBN 978-0226448077
- Чому працює лібералізм: як справжні ліберальні цінності створюють вільніший, рівноправніший, процвітаючий світ для всіх (англ. "Why Liberalism Works: How True Liberal Values Produce a Freer, More Equal, Prosperous World for All") ISBN 978-0300235081
- Культ статистичної значущості: як стандартна помилка коштує нам роботи, справедливості та життя (англ. "The Cult of Statistical Significance: How the Standard Error Costs Us Jobs, Justice, and Lives") ISBN 978-0472050079
- Якщо ти такий розумний: наратив економічної експертизи. (англ. "If You're So Smart: The Narrative of Economic Expertise") ISBN 978-0226556710
- Прикладна теорія ціни (англ. "The Applied Theory of Price") ISBN 978-0023785207
- Підприємництво та торгівля у Вікторіанській Британії: есе з історичної економіки. (англ. Enterprise and Trade in Victorian Britain: Essays in Historical Economics."") ISBN 978-0415607056

Не дивлючись ні на що, вона публічно підтримує права ЛГБТ- людей та організацій та говорить про себе: 
|  | Я письменниця, раціоналістка, постмодерністка, прихильник вільного ринку, прогресивна англійка, жінка з Чикаго з Бостона, яка колись була чоловіком. Не „консервативний“! Я ліберальний християнин. |

## Життєвий та науковий шлях Дейдри Макклоскі
- В 1985 році здобула ступінь бакалавра з математики в Гарвардський університет, а пізніше отримала ступені доктора філософії з економіки в Массачусетському технологічному інституті (MIT) в 1989 році. Протягом своєї кар'єри вона працювала в таких престижних університетах, як Каліфорнійський технологічний інститут та Стенфордський університет.
- Дейдра Макклоскі є відомою своїми працями в галузі механізмів аукціонів, аукціонних теорій та теорій дизайну механізмів. У 1994 році вона була одним із редакторів першого тому «Handbook of Game Theory with Economic Applications», а також видала декілька видатних праць у співавторстві з такими науковцями, як Роберт Вілсон та Пол Мілгром.
- Крім того, Макклоскі також працювала над проблемами розподілу ресурсів, теорією ігор та економікою бідності. За свою кар'єру Макклоскі також займала важливі посади в економічних організаціях та радах, таких як Національна академія наук, Американська економічна асоціація та Інститут управління Ресурсами.

## Кар'єра
Дейдра Макклоскі — це визнана економістка, яка зробила вагомий внесок в галузь економіки. Вона здобула докторський ступінь в Гарвардському університеті і розпочала свою кар'єру на початку 1970-х років в Чиказькому університеті.
У 1980-х роках Макклоскі стала провідним експертом у галузі економічної історії. Вона написала кілька важливих книг на цю тему, зокрема «Буржуазна етика та дух капіталізму» (1987) та «Від революції до росту» (1991), які здобули значний авторитет серед економістів та істориків.
У 1990-х роках Макклоскі почала працювати в галузі економіки, досліджуючи проблеми інновацій, технологічного розвитку та зростання економіки. Вона також зробила внесок у галузь економічної теорії, особливо у галузі теорії зміни управлінських інститутів та культурних факторів, що впливають на розвиток економіки.
Сьогодні Дейдра Макклоскі — це одна з найвідоміших економісток світу, її роботи досі використовуються в різних галузях економіки, історії, філософії та соціології. Вона є професором економіки та соціології в Іллінойському університеті в Чикаго, а також професором філософії в Університеті Роттердаму в Нідерландах.
Дейдра Макклоскі не тільки займалася академічною діяльністю, але також була активісткою з прав людини та справедливості. Вона взяла участь у різних акціях протесту, включаючи протест проти війни в Іраку та протест проти політики «расової чистки» у Вірменії.
Крім того, Макклоскі була учасницею наукового проєкту «Карта розуму» (The Mind Map), який мав на меті створити карту структури та функціонування людського розуму. Цей проект був величезним колаборативним зусиллям, до якого включилися науковці з різних галузей, таких як філософія, психологія та нейронауки. Також, Макклоскі була одним з засновників журналу «Оксфордський студентський філософський журнал» та входила до складу редколегії багатьох інших журналів з філософії та логіки.

## Внесок у науку та суспільство
- Дейдра Макклоскі була знаною своїми інноваційними підходами до наукових досліджень та викладання. Вона використовувала приклади з реального життя, щоб пояснити складні концепції економіки та інших наукових дисциплін. Її книги та статті були добре відомі своїм зрозумілим та доступним стилем письма, що дозволяло звичайним людям розуміти складні теорії.
- Макклоскі також відома своїм активним внеском у суспільство одним із яких було привернення уваги до центральної ролі переконання або риторики в сучасних економіках.

|  | Якщо ви хочете змінити думку людей, у вас є лише дві альтернативи: ви можете або поблажливо говорити з ними, або змусити їх |

- Вона була зацікавлена в питаннях рівності та соціальної справедливості та виступала проти дискримінації у всіх формах. Вона активно підтримувала жіночі права та сприяла розвитку кар'єрних можливостей для жінок в науці та бізнесі.

## Цитати
|  | Якби ми конфіскували всі активи вісімдесяти п’яти найбагатших людей у світі, щоб створити фонд, який би щорічно віддавав найбіднішій половині, це збільшило б їхню купівельну спроможність менш ніж на 10 центів на день. |

|  | Коротше кажучи, спосіб допомогти бідним полягає в тому, щоб Велике Збагачення відбувалося шляхом комерційно перевірених покращень, як це було широко з 1800 року і особливо за останні сорок років. |